# أكاشا (فلم)
أكاشا (بالإنجليزية: Akasha) فيلم كوميدي سوداني من تأليف وإخراج حجوج كوكا سنة 2018. عُرض لأول مرة في مهرجان البندقية السينمائي في 31 أغسطس 2018.
والكلمة (أَكاشا) عبارة عن مفردة مُحوَّرة عن مفردة (الكشة)، وتعني (الحملة) التي تنظمها الحكومة بدعم من القوات الأمنية للقبض على الشباب وتجنيدهم في الجيش، أو لتفريغ الأسواق من الباعة الجوالين والمشردين والمتسولين.

## القصة
يحكي الفيلم قصة «عدنان» أحد أبطال الحرب، الذي يتخلف عن العودة إلى وحدته العسكرية من جيش المتمردين في جنوب السودان بعد الإجازة التي أفرزها موسم الامطار. وعندما يتأخر «عدنان» عن العودة لوحدته العسكرية من إجازته، يصدر القائد تعليمات بـ«أكاشا»، والتي تعني مطاردة الجنود المتغيبين والقبض عليهم. 

## الإصدار
عُرض الفيلم لأول مرة في مهرجان البندقية السينمائي في 31 أغسطس 2018، وعُرض في مهرجان تورونتو السينمائي الدولي 2018. اثنان من الممثلين، كمال رمضان ومحمد شكادو، لم يتمكنا من حضور المهرجانات لأن أوغندا رفضت السماح لهما بالمغادرة أثناء انتظار أوراق اللجوء الخاصة بهما. كما عُرض الفيلم في مهرجان أفريكا إن موشن في إدنبرة.

## روابط خارجية
- مقالات تستعمل روابط فنية بلا صلة مع ويكي بيانات